# Rongai
Rongai – miasto w Kenii, położone w zachodniej części kraju, w hrabstwie Nakuru. W 2010 roku szacunkowa liczba ludności miasta wynosiła 43 097.